# Svenska ostar
Svenska ostar kan huvudsakligen delas in i fem huvudgrupper: hårdost, mjukost, färskost, smältost och mesvaror. Indelningen är oberoende av vilken sorts mjölk som används.

## Hårdost
Tre undergrupper kan urskiljas, beroende på lagring och mogning: traditionell hårdost med lång lagringstid, ytmognad hårdost och skorpfri hårdost. Hårdost kallas ibland även pressost, då man tar bort vatten ur osten genom att pressa den under tryck.

### Grynpipig ost
Grynpipig ost innebär att ostens pipor, hålrum, är många och små, som gryn, exempelvis Prästost, Svecia och Västerbottensost. 

#### Blå Gotland
Blå Gotland var en hårdost av hushållstyp som lanserades av Arla 1993 och tillverkades på Stånga mejeri på Gotland. Sin speciella smak fick den bland annat av mjölk från kor på södra Gotland. Osten tillverkades i kuber på omkring 1 kg som i sin helhet vaxades med blått vax och såldes till konsument utan ytterligare förpackning.
Blå Gotland skapades som en ersättare för Koggosten och var ursprungligen tänkt att säljas till turister. Den blev snabbt populär bland just Gotlandsturisterna.
Redan samma år som den lanserades tog den EM-guld i förpackning och så småningom exporterades den till Ryssland, Tyskland, Danmark och USA. Osten marknadsfördes med bilder av karg, gotländsk natur och ett frakturstilsliknande typsnitt. 
Stånga mejeri lades ned i februari 2004 och sista Blå Gotland tillverkades 25 november 2003.

### Rundpipig ost
Med rundpipig ost menas att ostens snittyta är perforerad av ett fåtal runda, regelbundna hålrum, som kallas pipor. Bland svenska ostar finns Herrgårdsost och Grevé. 

#### Kryddost
Kryddost är en typ av ost med tillsatta kryddor. Begreppet avser på svenska oftast en grynpipig hårdost kryddad med bland annat spiskummin, och där även kryddnejlika och kummin kan ingå. Denna typ av kryddost liknar en kryddad variant av Sveciaost. Kryddost äts bland annat vid midsommar och på kräftskivor och anses även vara ett viktigt pålägg på knäckebröd till festmåltiden "ärtsoppa och punsch".

#### Vit caprin
På 1970-talet utvecklades en ny getost med namnet vit caprin. Det var en utveckling  av  den  traditionella  getosten  (källarlagrad getost) som  var  opastöriserad  och  hade  vildmögel  på  ytan. Vit caprin tillverkas av pastöriserad mjölk och med tillsats av vitmögel som täcker ytan, vilket gör den mer säljbar i butik. Vit caprin är en  hårdost (pressost) trots att den har en yta av vitmögel.

## Mjukost
Hit hör mögelostarna grön-/blåmögelost och vitmögelost, och ska inte förväxlas med smältost. Mjukost kallas ibland för dessertost.

### Ädelost
Ädelost är en svensk beteckning på en blåmögelost som påminner om den franska roquefortosten. Ädelost tillverkas idag endast på Kvibille Mejeri, vilket man startade med 1932. Det finns andra svenska mejerier som tillverkar blåmögelostar men dessa saluförs under andra namn.

## Färskost
Färskost koaguleras oftast utan löpe och är inte tänkt att lagras någon längre tid utan ska konsumeras färsk.

### Keso
Keso registrerades som varumärke av Mjölkcentralen (numera Arla Foods) i februari 1958. Idén kom redan 1945 då Mjölkcentralens direktör Gösta Winberg besökte USA och där kom i kontakt med produkten cottage cheese. Namnet Keso kommer från det spanska ordet queso, som betyder ost. Med tiden har keso kommit att förlora ställningen som skyddat varumärke och Svenska Akademiens ordlista tog in ordet som förklaring till en kornig ostmassa. Ordet har kommit att bli ett så kallat varumärkesord. 

### Eldost
Eldost är ett registrerat varumärke för en stek- och grillost som är ystad enligt halloumiprincipen. Varumärket ägs av föreningen Svenska Gårdsmejerister, en branschorganisation som organiserar dryg hundra hantverksmässiga mejerister.
Halloumi är varumärkesskyddat och får endast tillverkas på traditionellt vis på Cypern. Den cypriotiska varumärkesägaren lämnade sommaren 2018 in en stämningsansökan mot ett svenskt mejeri som tillverkade en ost under namnet Filloumi, vilket ansågs vara för likt namnet Halloumi. Föreningen Svenska Gårdsmejeristers medlemmar diskuterade då alternativa namn på en svensk variant av den populära osttypen och sedan 2019 har föreningen varumärkesskyddat namnet Eldost.
Eldosten kan tillverkas på ko-, get-, får- och buffelmjölk samt en blandning av dem. Ett generellt recept för produktion av grillost finns, men smaken kan variera mellan olika mejerier.
Intresset för eldost och liknande produkter producerade i Sverige har ökat i samband med att antibiotikaanvändningen i djurhållningen på Cypern uppmärksammats.

## Smältost
Tillverkas av hårdost som smälts tillsammans med smältsalter och smakämnen. Smältost kallas ofta för mjukost, vilket egentligen är inkorrekt men idag mycket vanligt.

### Raketost
Raketost är en smältost som introducerades på marknaden av Kavli 1947. Det speciella med Raketost var förpackningen i form av en tub ur vilken man kunde skjuta upp osten och sedan skära av med en vidhängande tråd. Förpackningen togs fram av Åkerlund & Rausing och både Kavli och Mjölkcentralen använde sig av den till sin smältost. Däremot var det Kavli som dekorerade tuben med en rymdraket och började kalla den Raketost. Tillverkningen upphörde 1979 på grund av dålig lönsamhet. 2019 återupptog Kavli produktionen men denna gång i en plasttub utan vidhängande tråd.

## Mesvaror
Tillverkas av vassle och finns som bredbart messmör och skivbar mesost. Förleden mes kommer från det norska ordet myse som betyder vassla.

### Fjällbrynt
Fjällbrynt registrerades 1939 som varumärke för messmör och mesost när ett flertal mejerier i Härjedalen och Jämtland bildade Jämtlands Mejeriförening. Messmör tillverkas fortfarande men produktionen av mesost avslutades 2016 då efterfrågan på produkten sjönk till förmån för messmöret.